# Cacha
Cacha ist eine Ortschaft und eine Parroquia rural („ländliches Kirchspiel“) im Kanton Riobamba der ecuadorianischen Provinz Chimborazo. Die Parroquia besitzt eine Fläche von 26,29 km². Die Einwohnerzahl lag im Jahr 2010 bei 3160. Die Parroquia wurde am 7. November 1980 gegründet. In dem Gebiet lebt die Volksgruppe der Puruhá.

## Lage
Der 3200 m hoch gelegene Hauptort Cacha befindet sich 6,5 km westsüdwestlich der Provinzhauptstadt Riobamba. Die Parroquia Cacha erstreckt sich über eine bis zu 3500 m hohe Berglandschaft am Rande von Riobamba.
Die Parroquia Cacha grenzt im Nordosten an Riobamba, im Osten an die Parroquia San Luis, im Südosten an die Parroquia Punín, im Südwesten an die Parroquia Santiago de Quito (Kanton Colta) sowie im Nordwesten an Villa La Unión (ebenfalls im Kanton Colta).